# Micro 440
Micro 440 — ранний микрокомпьютер на основе центрального процессора Intel 4040, выпущенный Comp-Sultants, Inc. в 1975.

## Описание
Согласно публикации журнала Byte, был первым сторонним компьютером на базе чипа Intel 4040. Первоначальная цена составляла 275 долларов США, закупался в основном университетами. В конечном итоге Comp-Sultants стала продавать комплект Micro 440 всего за 90 долларов США (75 долларов США при заказе более 10 экземпляров), благодаря тому, что удалось снизить себестоимость комплектов, пропустив процесс металлизации сквозных отверстий на печатных платах. Ввиду низких коммерческих продаж компания закрылась менее чем через два года, хотя этот микрокомпьютер впоследствии обрёл некоторую популярность среди любителей в качестве barebone-шасси.

## Спецификация
Micro 440 включал 256 байт ОЗУ с возможностью расширения до 8 КБ, ряд тумблеров для ввода данных, группу светодиодов, действующих как аппаратный монитор, порты для периферийных устройств, ввода-вывода и телетайпов, а также входящий в комплект блок питания. Дополнительные компоненты включали корпус, в котором размещались платы, в том числе платы расширения памяти, и ПЗУ. Comp-Sultants предоставила программный монитор, отладчик и базовый редактор исходного кода в качестве дополнительного программного обеспечения в ПЗУ.